# Jacinto José Gomes
Jacinto José Gomes, o Barão de Monção (? — 1894) foi um político brasileiro.
Foi 3º vice-presidente da província do Maranhão, exercendo a presidência interinamente de 7 a 18 de dezembro de 1876.